# Penstemon alamosensis
Espèce
Penstemon alamosensis  est une espèce de plantes de la famille des Plantaginacées, originaire d'Amérique du Nord. Elle est connue sous le nom de                                      Alamo's Beardtonge en anglais.

## Description
Cette espèce est pérenne et peut atteindre 70cm de haut. Les fleurs sont de couleur rouge.